# Montilla-Moriles

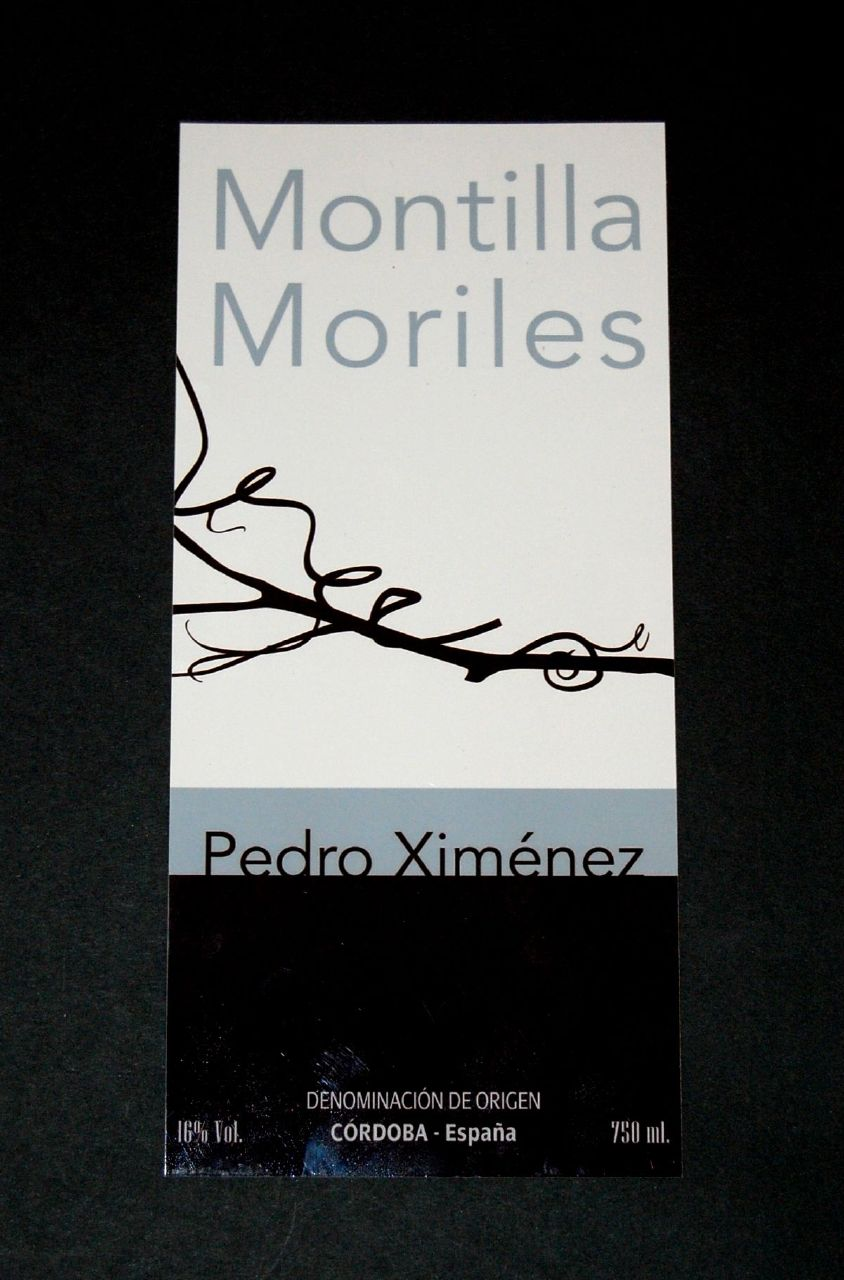
Etikett eines PX

Montilla-Moriles ist eine Weinbauregion in Spanien mit dem Status einer Denominación de Origen (D.O.). Die Region liegt in Andalusien, etwas südlich und südöstlich von Córdoba. Etwa 10 000 Hektar sind vorwiegend mit Pedro-Ximénez-Reben bestockt, daneben sind noch die Rebsorten Airén, Verdejo, Moscatel und Torrontés im Anbaugebiet zugelassen. In den Handel kommen fast ausschließlich sehr körperreiche, alkoholstarke Weißweine, die ähnlich Sherrys sowohl oxidativ als auch unter einer spontan entstehenden Florschicht reduktiv ausgebaut werden.
Weine aus dieser Region waren einst weltberühmt, dieser Ruhm verblasste aber wie der vieler gespriteter Weine in den letzten 40 Jahren erheblich. Vor allem schadete der Region die Konkurrenz zum bekannteren Sherry sehr, als dessen kleinere und mindere Geschwister Weine dieser D.O. galten.
Grundlegender Unterschied zu den Sherrys aus Jerez oder zum Manzanilla aus Sanlúcar de Barrameda ist die Trägersorte und in guten Jahren (das heißt in Jahren, in denen Pedro Ximenez voll ausreifen und sein gewaltiges Süßepotential entwickeln kann) ein weitgehender Verzicht auf Aufspritung. Auch im Ausbau bestehen vor allem in der Wahl der Gebinde grundlegende Verschiedenheiten.

## Reben und Lage

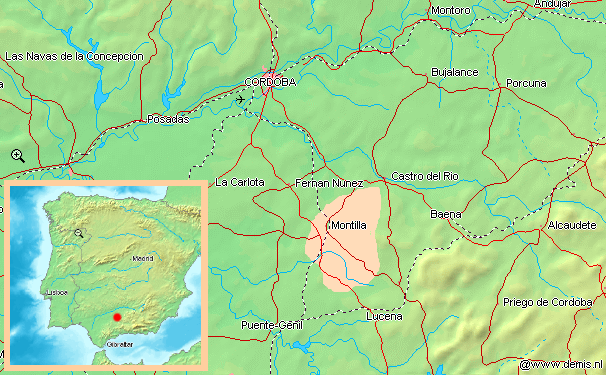
Lage der Weinbauregion Montilla-Moriles

Trägersorte der meisten Weine der D.O. ist die Pedro Ximenez, die voll ausgereift sehr hohe Mostgewichte erreicht, sodass zum Ausbau als Vino Joven nie, und zu einem Fino selten gespritet wird. Die P.X. (ampelographisches Kürzel für die Rebe Pedro Ximenez) hat ihre besten Lagen in der Zona Calidad Superior auf extrem humusarmen Mergelkalkböden, den sogenannten Albarizas; Spitzenlagen befinden sich in der Sierra de Moriles und in den Altos de Moriles. In den tiefer gelegenen Gebieten, insbesondere auf lockersandigen Böden der Sierra de Montilla, in der sogenannten Zona Llana, werden meist etwas geringere Qualitäten erzielt. Diese Regionen sind auch verstärkt mit den Beisorten der D.O. bestockt. Das Klima im gesamten Gebiet ist äußerst sommerheiß; Niederschläge fallen fast ausschließlich im Spätherbst und Winter, können aber in den höheren Lagen an die 1000 Millimeter betragen. Die Jahresdurchschnittstemperatur schwankt um 16 °C.

## Ausbau und Lagerung

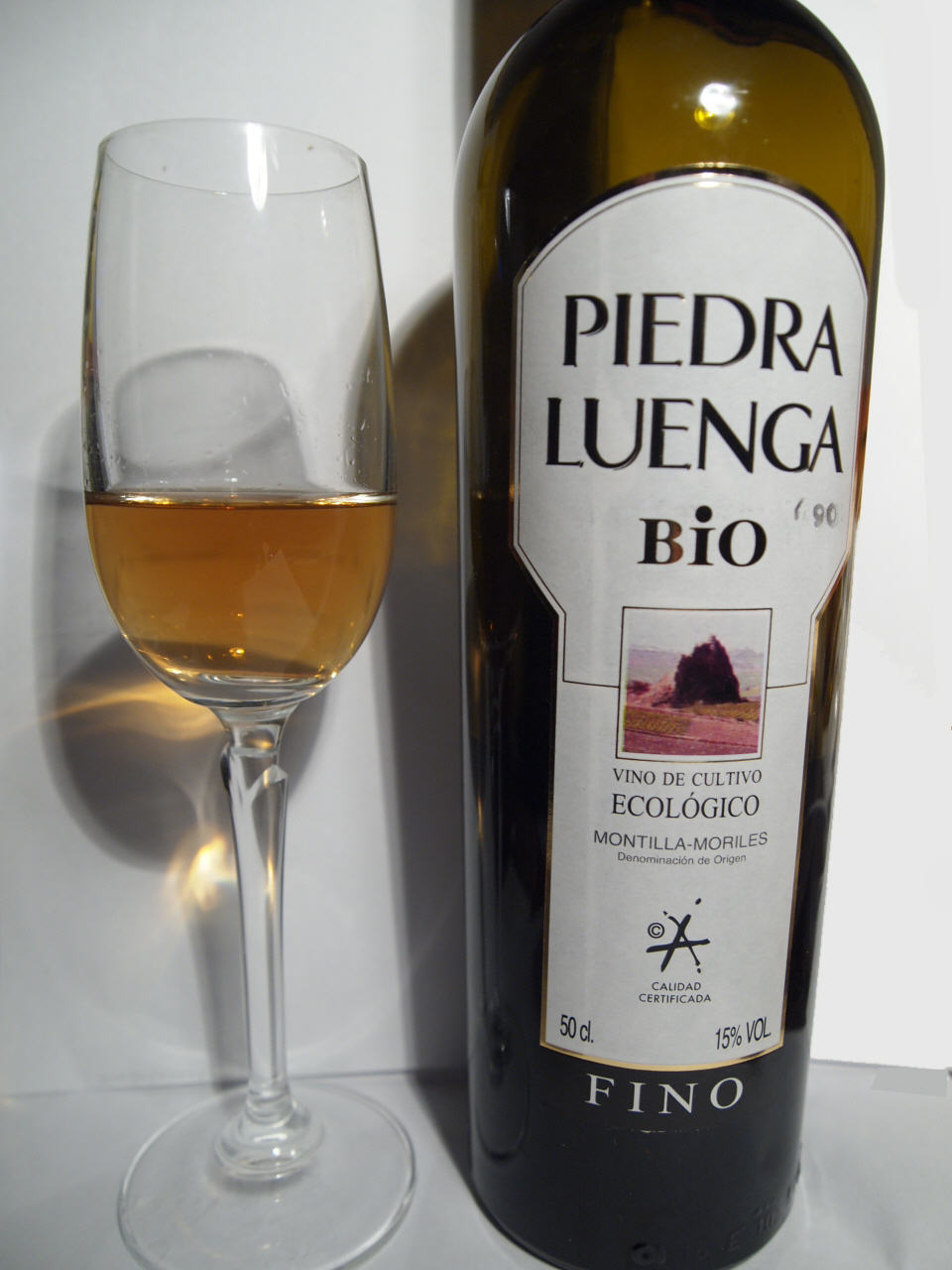
Ein Fino mit der typischen oliven Tönung der Herkünfte aus Moriles

Die Trauben werden in der Regel sofort nach der Lese entstielt und gepresst. Für die besten Weine werden nur Vorlaufmoste verwendet- mit hohem Pressdruck gewonnene Moste vergären zu Grundweinen von Brandys, oder kommen regional als Tischweine auf den Markt. Die Gärung erfolgt in übermannsgroßen Tonkrügen, den sogenannten Tinajas. Im reduktiven Ausbau reifen Finos unter einer Florschicht, die den Kontakt mit Sauerstoff weitgehend unterbindet. Diese Weine sind oft völlig ungespritet (Alkoholgehalt um die 15 Volumenprozent), oder nur leicht gespritet (Alkoholgehalt etwas über 16 Volumenprozent). Weine, die später Amontillados oder Olorosos werden sollen, werden auch in dieser D.O. gespritet – dadurch wird die Florschicht teilweise oder völlig zerstört und die Reifung erfolgt oxidativ. Nach Abschluss der Gärung werden die Jungweine in Holzfässer (meist ähnlich wie in Jerez oder Sanlúcar de Barrameda 600 Liter fassende Eichenfässer) abgezogen und reifen im Solera-Criadera-Verfahren. Wie im Sherry-Gebiet werden die Fässer nur zu 5 Sechstel gefüllt, damit Luftkontakt bestehen bleibt, oder, wie beim Fino und teilweise auch beim Amontillado, eine Florschicht sich ausbilden kann.

## Weine
Überregional und international bekannt ist die D.O. fast ausschließlich für Weine, die eine gewisse Verwandtschaft zu den verschiedenen Sherry-Typen haben, und auch die gleichen Namen wie diese tragen: Fino, Amontillado und Oloroso, gelegentlich auch Palo cortado. Daneben werden auch bemerkenswerte, trockene, ausgesprochen fruchtige Jungweine Vino Joven international vermarktet.
Vor allem die Finos aus der Region unterscheiden sich wesentlich von den Manzanillas und Finos aus dem Sherrydreieck. Das liegt vor allem an der unterschiedlichen Trägersorte und dem etwas unterschiedlichen Ausbau. Der beträchtlich höhere Glyzeringehalt der Montilla-Morilles Finos bewirkt einen etwas fettigeren, nicht so staubtrockenen Gesamteindruck; auch der leichte Salzanflug, der vor allem bei Manzanillas sehr deutlich werden kann, ist diesen Finos nicht eigen. Diese Merkmale spielen eine Geschmacksrolle, ein Qualitätsurteil stellen sie nicht dar. Bei den Amontillados, vor allem aber beim Oloroso werden die Geschmacksunterschiede zu ähnlich ausgebauten Weinen aus der Jerez-Region undeutlicher, da der meist sehr lange oxidative Reifeprozess auch die anfangs deutlichen Unterschiede in den Geschmacksnuancen der Grundweine zum Teil aufhebt.
Neben diesen international bekanntesten Weinen gelangen noch der süße, dunkelbraune, oft aber auch fast schwarze Pedro Ximenez in den Handel, dessen Alkoholgehalt meist zwischen 15 und 17 Volumprozent schwankt, gelegentlich aber auch beträchtlich darunter liegen kann. Der Moscatel, ein Sortenwein aus Trauben des Gelben Muskatellers wird ebenfalls oxidativ ausgebaut, gelegentlich auch gespritet. Bei hohem Alter können diese, bei Kennern durchaus bekannten Weine, trotz ihrer Süße sehr herb sein. Häufig ist ihnen ein deutliches Kakao-Aroma eigen.